# První anglo-afghánská válka
První anglo-afghánská válka probíhala v letech 1839 až 1842. Jednalo se o jeden z největších válečných střetů během Velké hry, strategického konfliktu mezi Britským a Ruským impériem (později sovětským Ruskem). Výsledkem konfliktu byla drtivá porážka britského vojska a jeho odchod z afghánského území.

## Pozadí

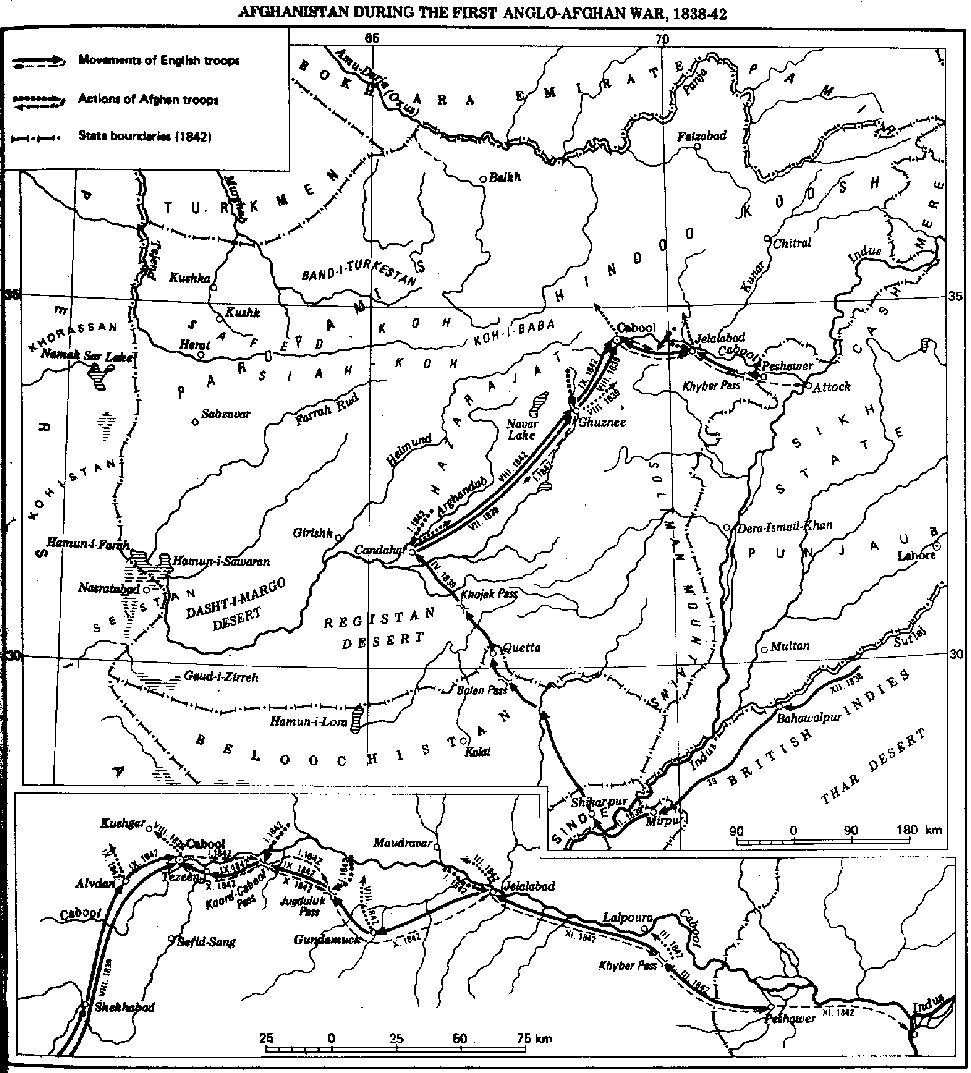
Mapa Afghánistánu v době první anglo-afghánské války

První anglo-afghánská válka byla eskalací dlouholetého diplomaticko-politického napětí mezi carským Ruskem a Britským impériem. Území Afghánistánu se nacházelo mezi oběma mocnostmi na strategicky důležitém místě. Jak Rusové, tak Britové se snažili získat na afghánské území svůj politický vliv, a to nejdříve diplomatickou cestou. Tehdejším afghánským emírem byl Dóst Muhammad Chán, který ovládal nejdůležitější části země. Ostatní části ovládali místní kmenoví náčelníci či Muhammad Chánovi příbuzní. Muhammad Chán se snažil o opětovné sjednocení říše, proto také těžce nesl, když sikhský vládce Radžit Singh striktně odmítal Afghánistánu vrátit Péšávar, strategicky velmi důležité území v blízkosti Chajbarského průsmyku.
Sikhové byli tehdy spřáteleni s Brity, proto se Muhammad Chán rozhodl obrátit na ruského cara Mikuláše I., aby jej získal za svého spojence. Mikuláš I. proto vyslal na afghánský dvůr diplomatické poselstvo v čele s I. V. Vitkevičem, který se měl snažit o usmíření znepřátelených stran v Afghánistánu (nepřátelské nálady panovaly zejména mezi Dóst Muhammad Chánem a jeho bratrem Kohandilem Chánem, který ovládal Kandahár) a případnému započetí blízké spolupráce Afghánistánu se spřáteleným Íránem. Britové však Vitkevičovu misi vnímali jako nebezpečnou akci, která by mohla Britskou říši ohrozit, a začali se připravovat na válečný konflikt.

## Průběh

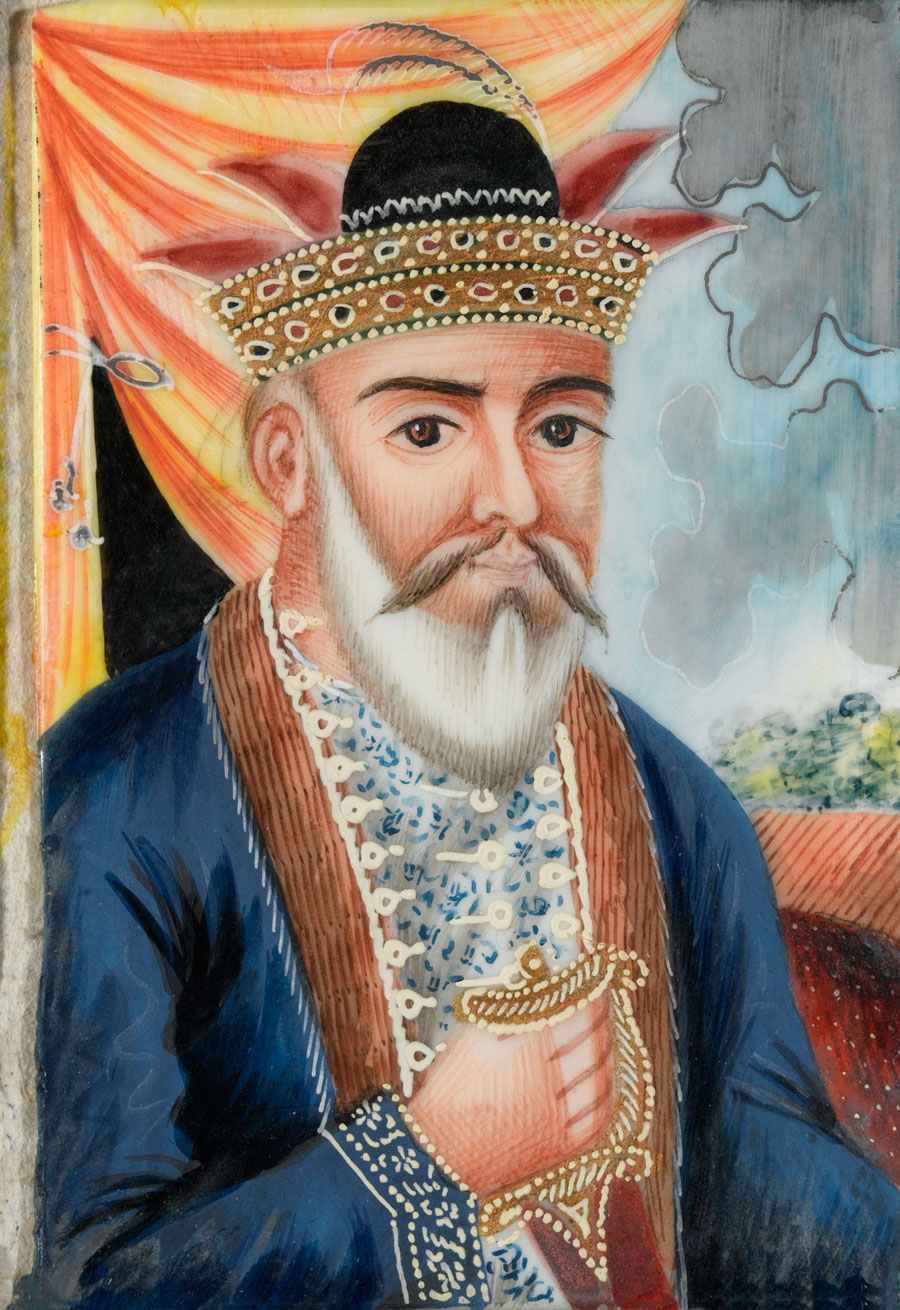
Dóst Muhammad, mezi lety 1818–1839 afghánský emír

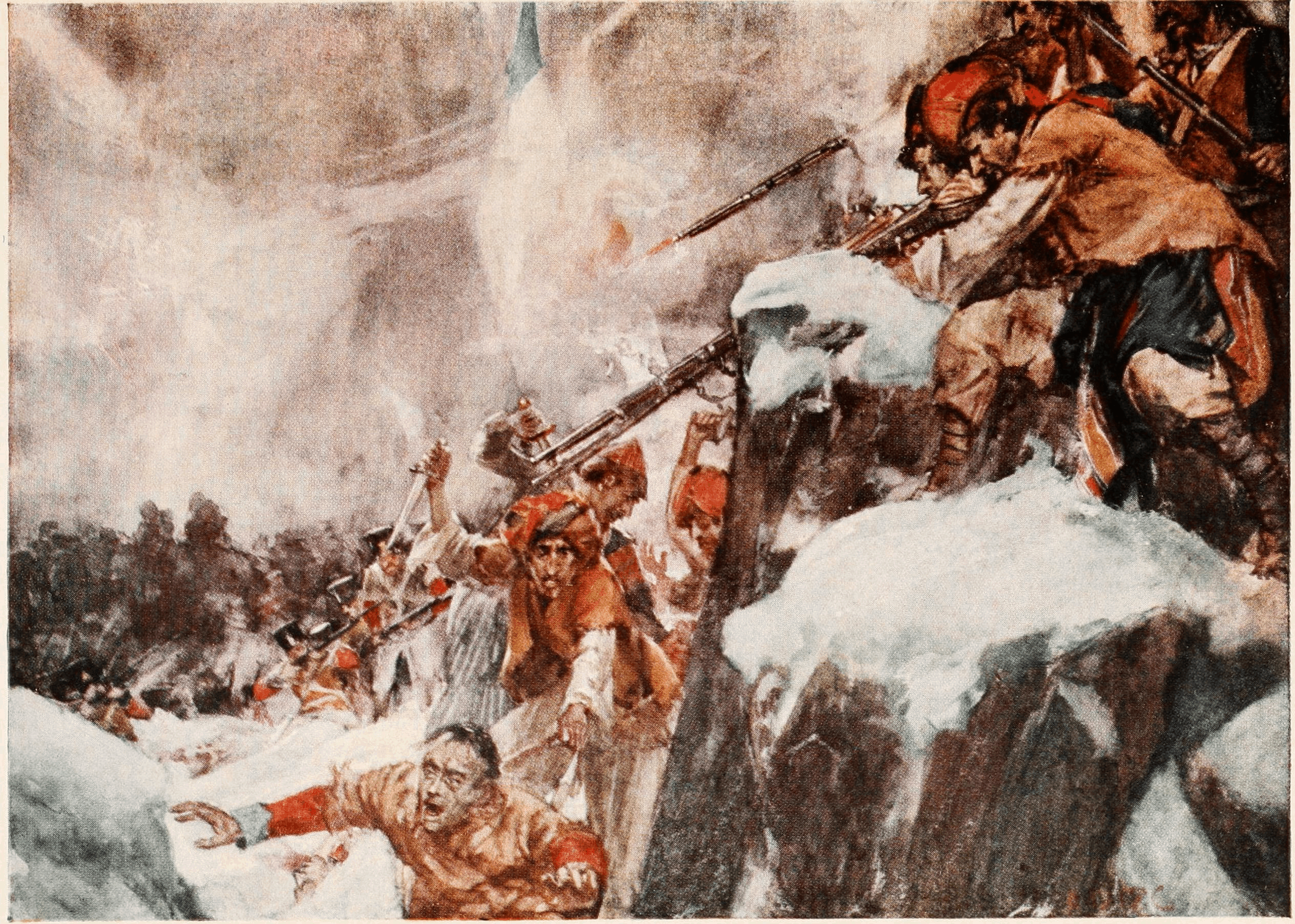
Afghánské jednotky útočí na stahující se britsko-indické jednotky

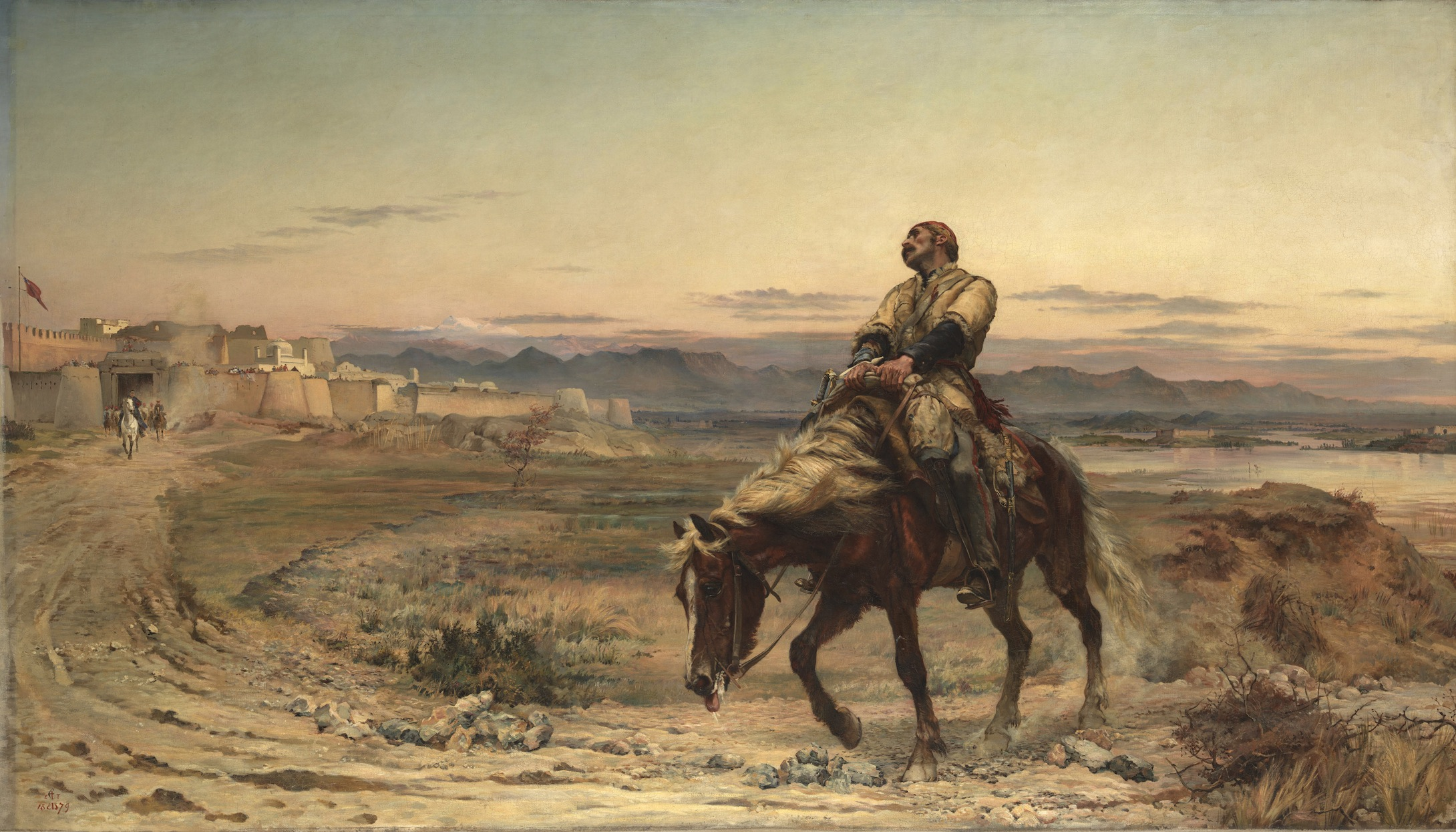
William Brydon přijíždí do Džalálábádu 13. ledna 1842, obraz od Elizabeth Butler

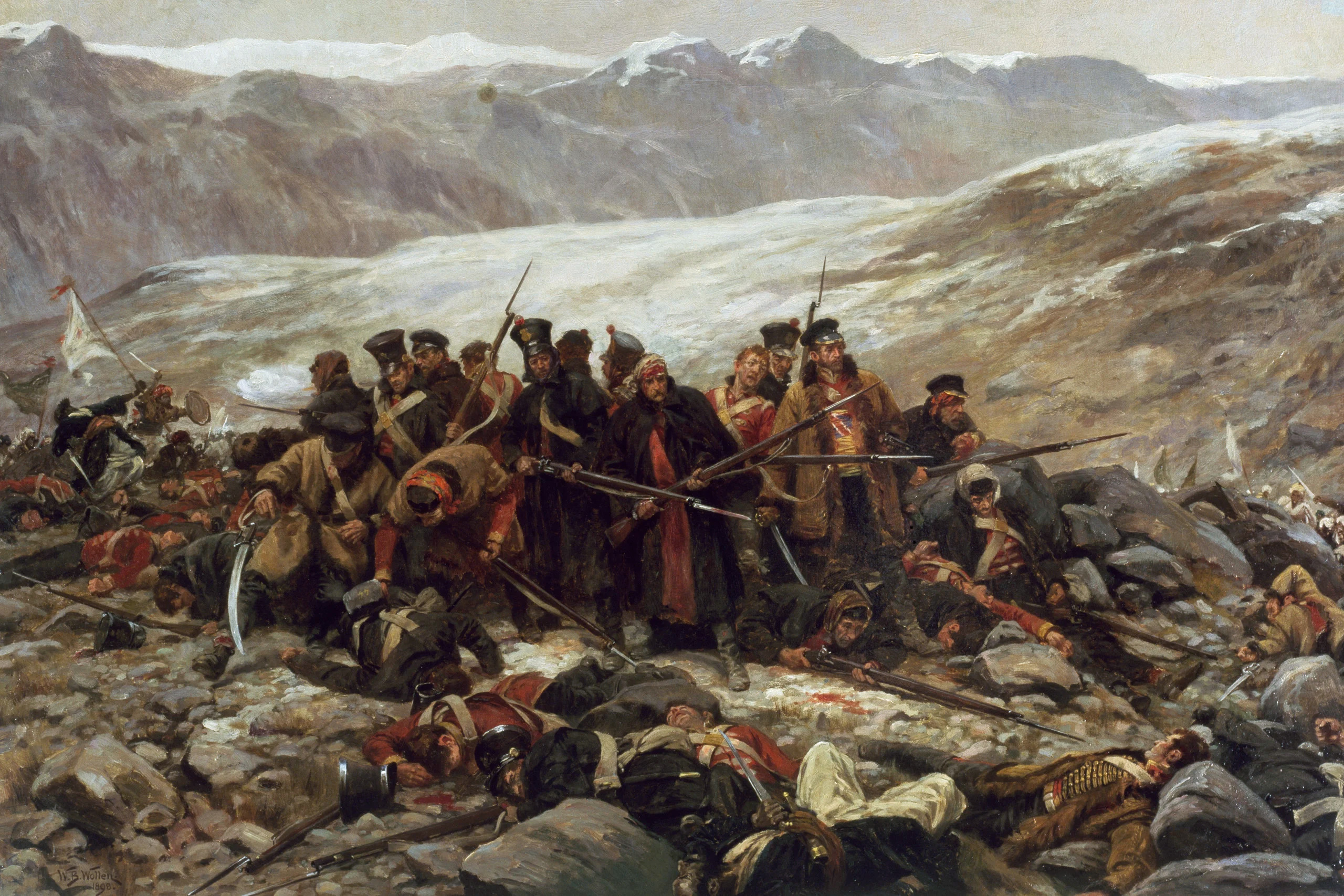
Hrstka přeživších v bitvě u městečka Gandamak

V roce 1838 se tedy Britové začali připravovat na vojenskou intervenci afghánského území. Po ovládnutí Afghánistánu zamýšleli na místo Dóst Muhammada dosadit muže jménem Šáh Šudžá (Šudžáulmulka), bývalého afghánské emíra z dynastie Durrání, který se již delší dobu vyskytoval v indickém exilu. Armáda, která se vydala na pochod koncem roku 1838, čítala okolo 20 000 mužů. Skládala se z jednotek Východoindické společnosti, Šáha Šúdži a z válečníků sikhského panovníka Radžita Singha. Během několika měsíců se britské armádě podařilo bez větších konfliktů dojít do Kandaháru a dosadit na trůn nového vládce – Šáh Šudžu.
Britská armáda se ve svém dalším postupu afghánským území setkávala s větším či menším odporem. O obranu svého území se pokusil i Muhammad Dóst s armádou čítající 6 000 mužů, byl však zrazen svými lidmi a prchl do Bamjánu a dále do Buchary. Britská armáda mezitím obsadila většinu země, avšak setkala se s tuhým odporem místních obyvatel. Ti jen velmi těžce nesli přítomnost cizích vojsk ve své zemi a Šáha Šudžu odmítli uznat jako nového panovníka. Započal partyzánský boj Afghánců, do jehož čela se postavil syn uprchnuvšího Muhammada Dósty Akbar Chán. Britská strana musela čelit vytrvalým partyzánským aktivitám místních obyvatel a navíc byla nucena vyplácet ohromné sumy místním kmenům, aby si zajistila jejich podporu. Když se tato praxe stala pro britskou stranu finančně neúnosnou a zastavili vyplácení úplatků kmenovým vůdcům, jednotlivé kmeny se brzy začaly bouřit a pobíjet místní britské posádky. Pro britskou stranu bylo mimo jiné zdrcující, když kmen Ghilzajů obsadil klíčový Chajbarský průsmyk. Angličané se ještě snažili přivolat z Britské Indie posily, ty však byly již cestou pobity.
Povstalecká armáda se brzy zmocnila strategicky důležitých míst a přitom neustále pokračovala s odbojem proti britským jednotkám. K roku 1841 se Afgháncům podařilo zlikvidovat většinu důstojníků britské armády i generálního guvernéra Alexandra Burnese. Tyto i další okolnosti přinutily britského rezidenta v Afghánistánu Williama Hay Macnaghtena, aby začal s povstalci vyjednávat o kapitulaci. Během vyjednávání se však Macnaghten pokusil o přípravy vražd povstaleckých vůdců, proto ho Akbar Chán usmrtil.
Počátkem roku 1842 se početně velmi oslabená a morálně zdrcená britská armáda vydala na ústup. Britských vojáků ustupovalo přes čtyři tisíce, byli však doplněni trénem, který čítal asi 12 000 osob včetně mnoha žen a dětí. Během ústupu se britský konvoj stal terčem ozbrojených útoků afghánských kmenů, které dobře znaly místní terén a na rozdíl od ustupujícího vojska měly dobré zbraně a dostatek zásob. Povstalci pobili velkou část britského vojska, a koho nepobili, ten zemřel následkem namáhavosti cesty, především pak zimy a nedostatečného množství potravin. Do bezpečí Džalálábádu se nakonec dostal pouze jediný Brit, těžce raněný lékař William Brydon, který později podal zprávu o strastiplném pochodu ustupujícího vojska.
Anglo-afghánská válka tak skončila v roce 1842 drtivou porážkou Britů. Velká hra však pokračovala a britská vojska se do Afghánistánu vrátila již roku 1878, kdy započala druhá anglo-afghánská válka.